# 打糕湯

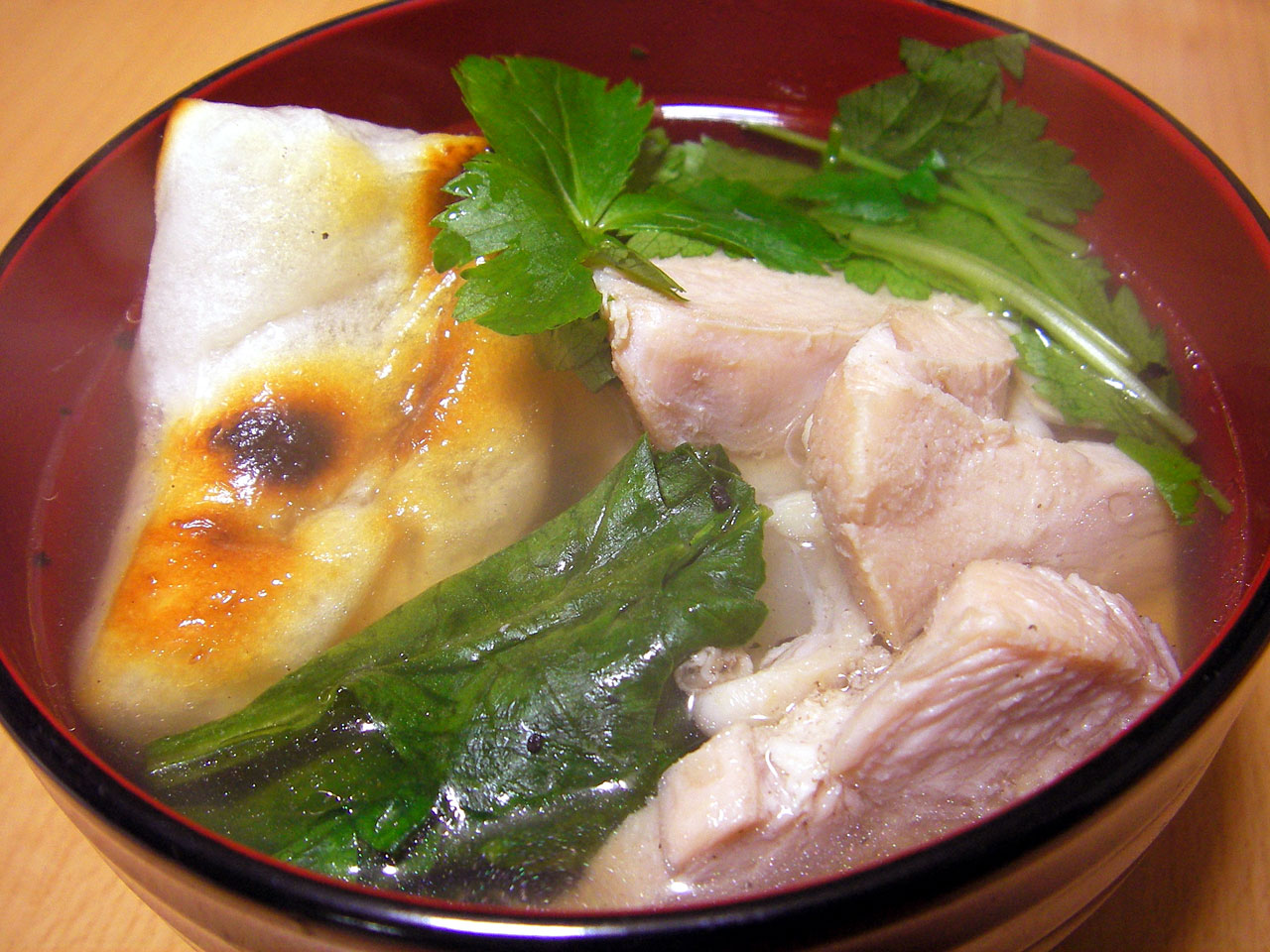
日本的杂煮

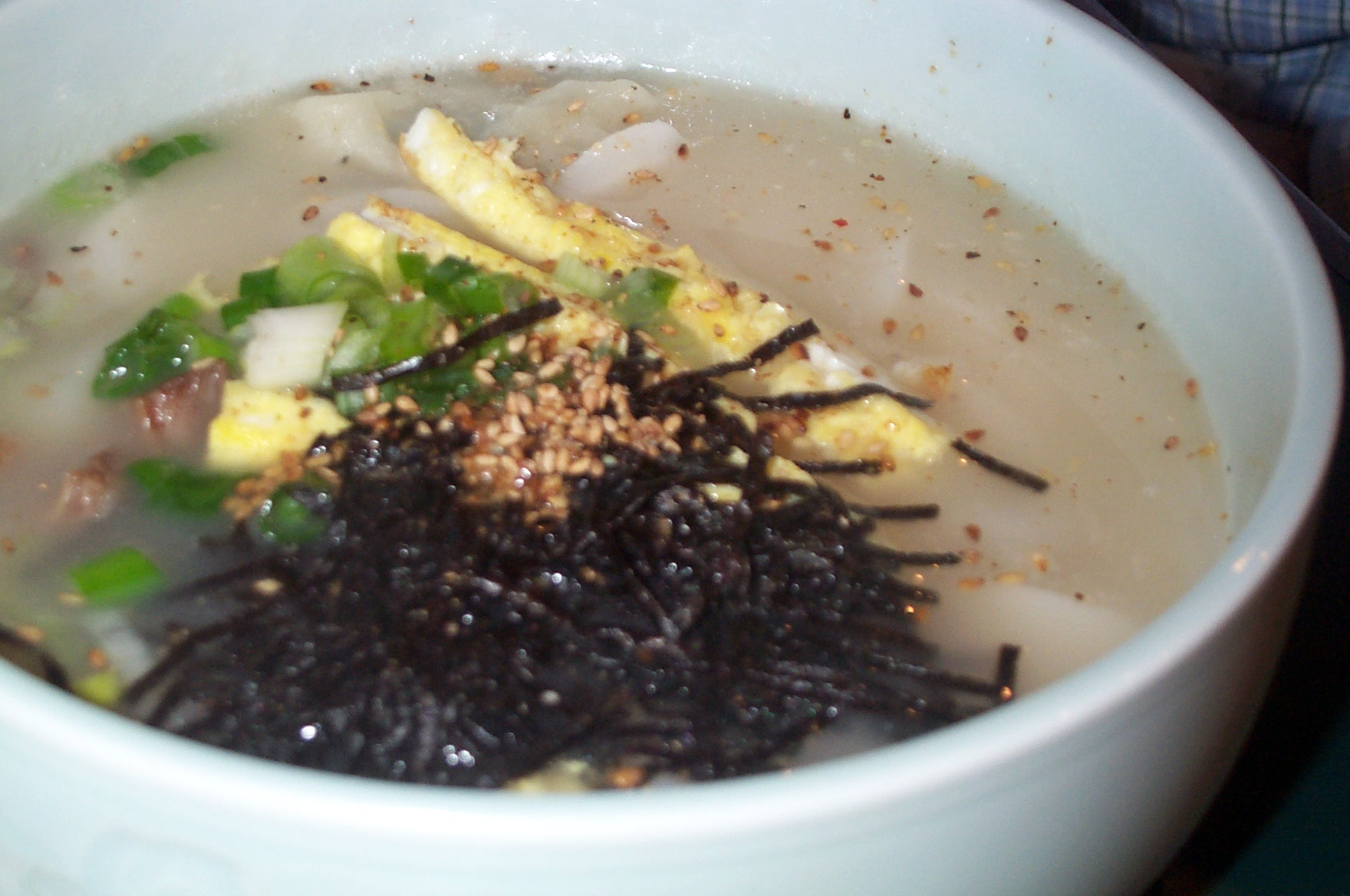
韓國的饅頭打糕湯

打糕湯，又稱年糕湯、米糕湯、湯年糕，是指以打糕煮成的湯，是中國、日本、朝鮮半島的傳統食品，經常作為節日、喜慶的食品。日本的杂煮和朝鮮半島的韓式打糕湯都是賀年食品。